# Heel Nederland (politieke partij)
Heel Nederland was een Nederlandse politieke partij.
De partij Heel Nederland (Heel NL) werd opgericht in juni 2008 door Daisha de Wijs en Sander de Wijs en nam in 12 kieskringen deel aan de Tweede Kamerverkiezingen 2010. Bij deze verkiezingen was Daisha de Wijs lijsttrekker.
Heel NL was geen uitgesproken links of rechts georiënteerde politieke partij. In de beginselverklaring staat de mens centraal. Het uitgangspunt van de partij was holisme, het begrip dat alles met elkaar verbonden is. Vanuit deze visie benaderde de partij maatschappelijke problemen zoals eenzaamheid, agressie en individualisering.
Na de val van het Kabinet-Balkenende IV in februari 2010 besloot Heel NL deel te nemen aan de Tweede Kamerverkiezingen op 9 juni 2010. De partij behaalde bij deze verkiezing 1.255 stemmen (0,01%) - ruimschoots te weinig voor een Kamerzetel.